# イスラエルのイエメン攻撃 (2024年7月)
2024年7月20日、イスラエル国防軍（IDF）はイエメンのフダイダにあるフダイダ港に空爆を実施した。この攻撃により、発電所、製油所、イエメン石油・ガス会社（YPC）の燃料貯蔵施設、港湾クレーンが被害を受けた。イスラエル側は武器貯蔵施設を標的にしたと主張している。この攻撃でイエメン石油・ガス会社員12人を含む14人が死亡、90人以上が負傷し、その多くが重度の火傷を負った。
IDF側のコードネームは「広げた両腕作戦/長臂作戦（ヘブライ語: מבצע יד ארוכה）」であるが、本頁ではイスラエルのイエメン攻撃（イスラエルのイエメンこうげき）とする。この攻撃の前日、フーシ派の無人航空機（UAV）がイスラエルのテルアビブのアパートに攻撃を行い、民間人1人が死亡した（2024年フーシ派の無人航空機によるイスラエルに対する攻撃）。フーシ派は、フーシ派の攻撃時点で3万人以上のパレスチナ人を殺害したイスラエルのガザ侵攻に対抗してそれ以外でも何度もイスラエルを攻撃していた。フーシ派幹部たちは、イスラエルのイエメン攻撃を非難し、報復攻撃を行うことを宣言、「ガザでの大量虐殺」とフーシ派が捉えている事象が止められるまで報復は止めないとした。
イスラエルがイエメンを直接攻撃したのは、この作戦が初めてである。本作戦でIDFは、F-15とF-35Iジェット戦闘機、そして空中給油用にボーイング707ジェット機を使用した。専門家たちは、この作戦の重要性は高いと見て、イスラエルから1700キロ、テヘランから約200キロ離れた地点で攻撃が行われた部分から、イスラエルの軍事作戦が広範囲に及んでいると分析した。

## 背景
フーシ派は長年イスラエルの破壊を訴えてきたが、2023年パレスチナ・イスラエル戦争の引き金となった10月7日のハマースの奇襲までは、イスラエルに対して直接行動を起こすことはなかった。戦争開始後から、イランの支援を受けたフーシ派はイスラエルに向けて無人航空機（UAV）やミサイル攻撃を開始したが、ほとんどは迎撃され、イスラエル側に被害はほとんどなかった。フーシ派は、これらの攻撃はイスラエルによるガザ地区への空爆に対する報復であると述べ、「イスラエルの侵略が止まるまで続ける」と宣言した。尚、事実として2024年8月時点で、ガザ侵攻によって、数千人の女性や子どもを含む3万人以上のパレスチナ人が殺害されている。
フーシ派による紅海での民営船舶への攻撃は、国際的な海賊行為とみなされ、多くの国から非難され、軍によって対応が行われた。2024年1月、国連安全保障理事会は決議2722を採択し、フーシ派の攻撃を非難し、航行の自由を確認した。米国主導の「繁栄の守護者作戦」作戦は、紅海の海運を守るために開始された。1月12日以来、米英軍を主体とする融資国連合軍はフーシ派に対する空爆とミサイル攻撃を主導しており、作戦に参加していない国家も独自にイエメン近海をパトロールしている。

### イエメン内戦
フーシ派（正式には「アンサールッラー」）はイエメンのイスラム主義グループで、シーア派の分派であるザイド派を信仰している。 フーシ派は、イエメンにおいて数十年にわたって行われてきたシーア派への差別に対抗する為蜂起を起こし、2014年に政権を奪取した。これに対してサウジアラビアとその同盟国が攻撃し、15万人が死亡した。フーシ派はアメリカ、サウジアラビア、アラブ首長国連邦、マレーシア、オーストラリアからテロ組織に指定されている。フーシ派は大々的にイスラエルの破壊を呼びかけている。 フーシ派は、2014年以来、紅海沿いの国土のかなりの範囲を支配している。

### 7月19日に行われたテルアビブへのUAV攻撃

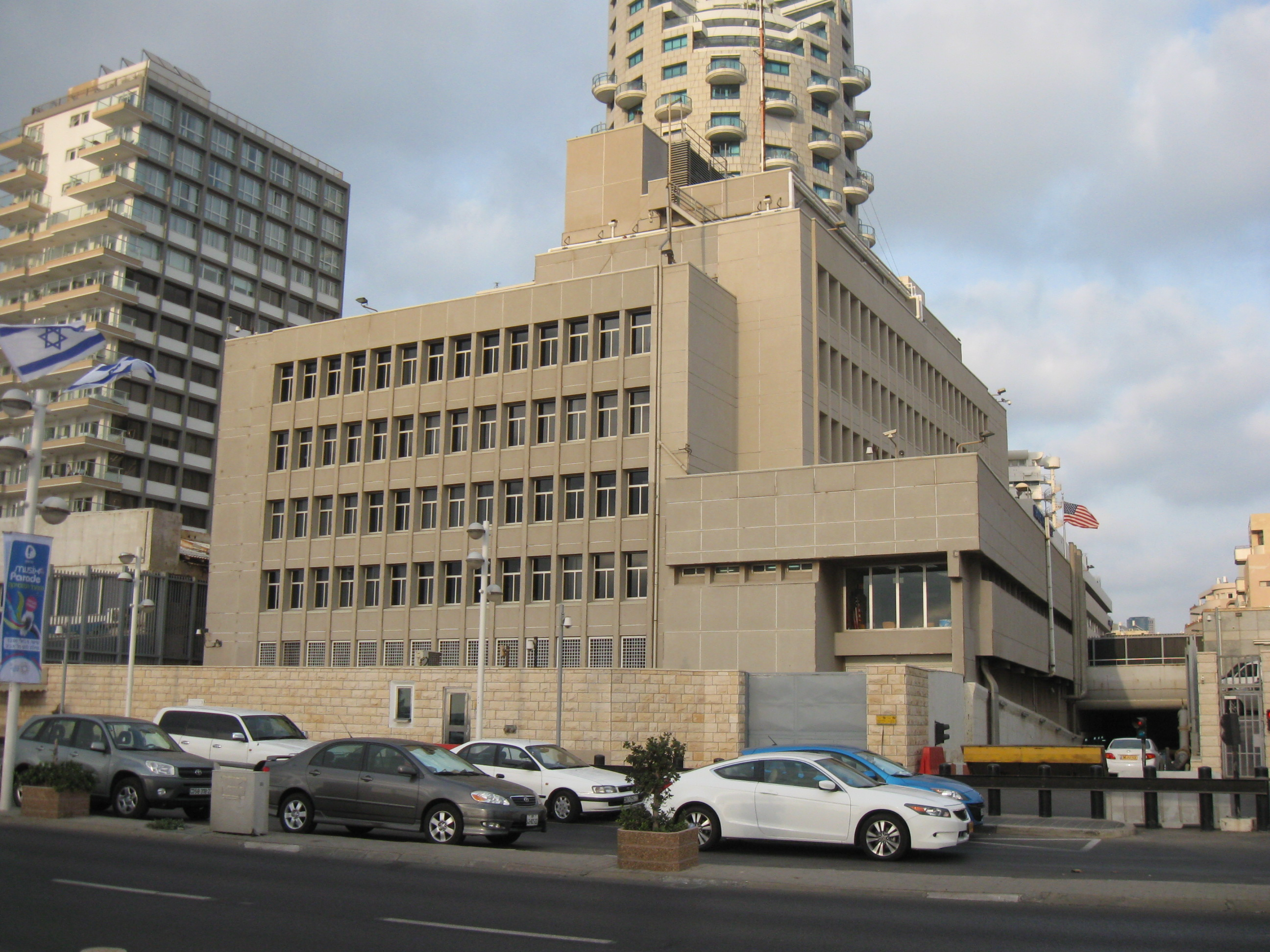
在イスラエル大使館テルアビブ事務所。敷地周辺にUAVの攻撃が当たった。

7月19日、イエメンのフーシ派武装勢力が発射した無人航空機（UAV）の攻撃が、イスラエルの中心地テルアビブの在イスラエル大使館テルアビブ事務所近くのアパートに直撃した。このUAVによる攻撃で、アパート内にいた1人が死亡、10人が負傷した。IDFは、このドローンはイラン製のサマド3をフーシ派が改良したもので、弾頭を小さくする代わりに燃料を多く積めるようにしたもの（航続距離を長くするため）であるとした。イスラエルによれば、UAVは発見はされていたが人為的ミスにより迎撃されず、空襲警報のサイレンも鳴らなかったという。一方フーシ派は「ヤッファ」と命名された新しいタイプのUAVを開発したと発表し、「アイアンドームをも突破するUAVの開発に成功した」と主張した。しかし、国際戦略研究所の研究者ファビアン・ヒンツは新型UAVの可能性について否定している。またフーシ派は「19日に実施したテルアビブへの攻撃はフーシ派の攻撃の第5段階の始まりである」と発言した（19日から攻撃をより強めたという意味）。

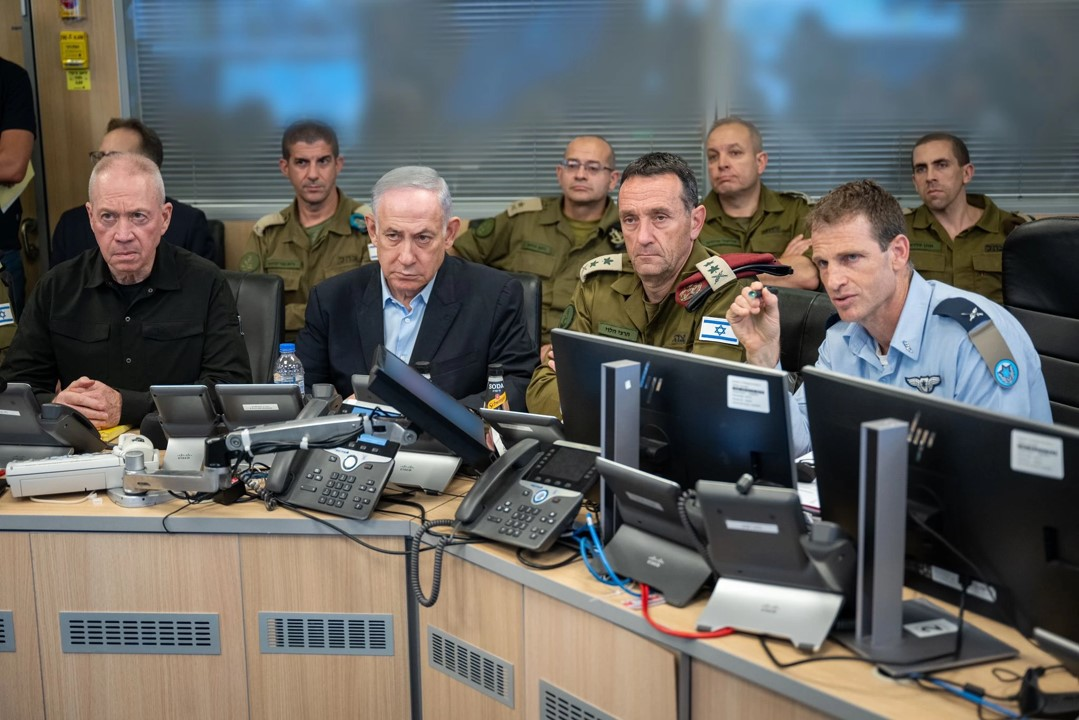
イエメン攻撃中のイスラエル空軍司令部。前列右から左へ： ヘルジ・ハレヴィ参謀総長、ベンヤミン・ネタニヤフ首相、ヨアヴ・ガラント国防相

### イスラエル軍の攻撃準備
イスラエル国防省は、イエメンに対する攻撃の作戦計画は7月20日午前、ヨアヴ・ガラント国防相、ヘルジ・ハレヴィ国防軍参謀総長、その他の国防軍幹部が議論を行いながら検討され、承認されたと発表した。 イスラエル戦時内閣は、この作戦を承認するため、急遽閣僚を招集して特別緊急会議を開いた。閣議はヨアヴ・ガラント国防相とヘルジ・ハレヴィ参謀総長が議長を務めていた。

## 攻撃の実施
イスラエルの攻撃は現地時間午後6時に始まった。攻撃は製油所、電力発電所、燃料貯蔵施設、クレーン、人道援助機関の設備などに行われた（フダイダ港はイエメンへの人道支援物資の供給に利用されている）。この攻撃によりイエメン石油・ガス会社の港湾職員9人が死亡、87人が負傷し、そのほとんどが重度の火傷を負った。目撃者（爆撃された地域から約2マイル）は、2回の爆撃で約12の爆発があったと報告し、イスラエルの攻撃は2015年のサウジアラビアによる爆撃を思い起こさせるほど強烈だったと語った。

### ターゲット
イエメンの地元テレビ局『アル・マシラTV』（フーシ派が運営）によれば、イスラエルの攻撃は主に発電所を標的にしていた。専門家も発電所への攻撃であったとコメントしている。攻撃の結果、広範囲にわたって停電が発生した。ナバンティ・グループ（米国を拠点とする経済・政治などの状況を報告する企業）の中東アナリストは、電力不足は地元住民の苦しみを増大させると述べた。
イスラエルがイエメン石油・ガス会社（YPC）所有の製油所と港の燃料貯蔵所を爆撃した後、巨大な火災が発生した。燃料倉庫には10万リットル（26,400ガロン）以上の燃料が入っていたと推定される。燃料の一部はYPCが所有し、残りはイエメンの独立系企業が所有していた。フダイダを支配しているフーシ派は、イエメンの燃料販売を資金源をしていることでも知られている。
イスラエルは港のクレーンにも打撃を与えた。世界食糧計画は、イエメンに人道支援していた船が使用していたクレーンが損傷したと報告した。IDFが攻撃したクレーンには他にも商船が隣接しており、その被害の程度は明らかではない。戦場からの報告によると、フダイダ港には2基の大型ドックサイドクレーンがあったが、いずれもイスラエルによって深刻な被害を受けたという。専門家は「これらの損失はイエメンへの人道的輸送を大幅に遅らせるだろう」と予測している。しかしイスラエルは、これらのクレーンはイランの兵器を降ろすために使われたと主張し、クレーンを破壊する映像を公開した。
アメリカやイスラエルの当局者は、イスラエルが標的としたのは、武器貯蔵に使われる港湾地域のフーシの軍事拠点だけだと主張した。これらの当局者によれば、イスラエルがフダイダ港を攻撃したのは、同港がイランからの武器移転に使われ、物品の輸出入を容易にしているからだという。
ソーシャルメディアには、市内で炎と煙が立ち上っている画像やビデオが多く投稿された。火災は攻撃後数日間続いた。

### 兵站
この空爆は、イスラエルから1,700キロも離れているため、複雑な後方支援と凝った戦術が必要だった。ボーイング707「レエム」機による空中給油、敵のレーダーを回避するための低空飛行、そしておそらくサウジアラビアとの連携などがあったと考えられている。イスラエルがイエメンを攻撃したのは、今回の空爆が初めてである。IDFのタスクフォースは、「ナション」飛行隊による空中情報収集と監視、紅海を航海する艦隊と潜水艦による海上支援、射程100kmからのスタンド・オフ・ミサイルの使用などを行った。先発部隊はF-35I「アディール」とF-15戦闘機で構成された。

### 他国の関与
サウジアラビアの『アル・アラビア』紙は、この爆撃はイスラエル、アメリカ、イギリスの共同作戦だと報じた。米政府高官は関与を否定したが、『ガーディアン』紙は、米軍は2024年6月にもフダイダを空爆していたと指摘した。
イスラエルのニュースサイト『Ynet News』は、イスラエル機がイエメンに攻撃する為に通ったであろうルートとサウジアラビア領空が近かったことから、イスラエルはサウジアラビアと攻撃前に何らかの連絡を取り、協力していた可能性があると報道した。

## 消火と復興
消防隊はすぐに港に到着したが、炎を食い止めるのに苦労した。火災は拡大し、人道支援用船舶と食料貯蔵施設の両方が危険に晒された。その間、イエメンの港湾当局は、食料、医薬品、燃料を運ぶ船を受け入れるために、港の他の施設は機能させ続けた。イエメンの人権団体「Mwatana」は、さらに何人かの死傷者が瓦礫の下に埋もれている可能性があり、火災のために連絡が取れないと報告した。
その後、イスラエルによって被害を受けた発電所の修理が開始された。
7月23日、2隻のコンテナ船がフダイダ港に到着。イスラエルの空爆以来、初めてフダイダ港に入港した商船となった。7月28日には、港は完全に使用可能となった。
フダイダ港を運営するイエメン紅海港湾会社は、空爆によって2,000万ドル以上の損害が発生したと推定した（燃料貯蔵施設の破壊による損失を除いた金額）。他、2台のクレーンと小型船が破壊され、近くの建物や埠頭にも被害があった。

## 国際社会の反応
- イスラエル: ベンヤミン・ネタニヤフ首相は、今回の空爆は港が軍事目的で使用されていたため、その港を狙ったものであり、「イスラエルの長い腕が届かない場所はない」ということを示したものだと述べた[45]。イスラエル国防軍のダニエル・ハガリ報道官は、イスラエル国防軍を代表して攻撃について説明し、「イスラエルの戦闘機がここ数ヶ月のイスラエル国に対する数百の攻撃に対抗して、メッセージを送るためにフーシの軍事目標を攻撃した」と述べた[10]。カッツ外相は、空爆はイランへの警告であるとし、「イエメンにおけるイランのテロ組織に対して厳しい打撃を与えた」と述べた[46]。ヨアヴ・ガラント国防相は、「イスラエル市民の血には代償がある」と述べ、イスラエル人への攻撃にはレバノンやガザでの対応と「同様の」対応を取ることを強調した。ガラントはさらに、「現在フダイダで燃えている火災は中東全体で見られており、その意味は明確だ」と述べた。そして「彼らが我々に攻撃したため、我々も彼らに攻撃した。勿論、どこにいたとしても我々に攻撃すれば、同様の措置をとる」と付け加えた[7]。
- フーシ: フーシ派のスポークスマン、ナスルディン・アマーは、この攻撃を「残虐なイスラエルによる侵略行為」とし、これはイエメンの住民に苦しみを与え、フーシ派がガザへの支援を止めさせることを目的としていると述べた。また、これらの攻撃はイエメンの人々のガザ支援に対する決意をさらに強め、イスラエルの攻勢が危ぶまれるだけだとした[10]。フーシ派の外交交渉担当者は、同様の発言を公の声明で繰り返した[46]。フーシ派の政策立案者モハメド・アル＝ブハイティは、「今回の空爆は、イスラエルに対して行われるイエメンの軍事作戦がより増えるだけ」だと述べ、「エスカレーションにはエスカレーションで対抗する」と発言した。また、「シオニストは民間施設を標的にした代償を支払うことになる。そして私たちはエスカレーションにはエスカレーションで対抗する」と述べた[10][47]。フーシ派の関係者は「これにより、ガザでの虐殺を止めるという私たちの決意はさらに強まるだろう」と述べた[6]。
- イラン: イランは攻撃を非難し、イラン外務省のスポークスマンは、中東全体で紛争が発生する可能性について警告し、攻撃の責任はイスラエルとその同盟国にあると述べた[48]。
- ハマス: ハマスは攻撃を非難し、政治局員であるイザット・アル＝リシュクは、「侵略国家は間違いなく今日フダイダの火によって焼かれるだろう、そしてシオニストが起こす犯罪は世界秩序を変えてしまうだろう」と述べた[49]。
- ヒズボラ: ヒズボラはこの作戦を「愚かな一歩」として批判し、中東全体が危険に晒されることとなってしまったと述べた[50][51]。
- イラク: イラク外務省は、フダイダ港や電力会社を含む石油および民間施設を標的にした攻撃を非難し、その結果、民間人の死傷者が出たことを明らかにした。外務省はこの攻撃を「地域の安定を脅かす危険な戦闘の激化」と見なしている。イラクはイエメンとの確かな連携を確認し、中東地域での戦闘の激化はイスラエル主体に責任があるとしている[52]。
- クウェート: クウェート外務省は攻撃を非難し、「イスラエルの行動が、中東での暴力の悪循環を終わらせることを目指した国際的な努力を弱体化させている」と述べた[53]。
- オマーン: オマーン外務省は攻撃を非難し、この攻撃が「地域の更なる戦闘の激化を意味し、中東情勢をさらに複雑にし、状況を落ち着かせるための努力を妨げる」と述べた[53]。
- サウジアラビア: サウジアラビア国防省のスポークスマン、トゥルキ・アル＝マリキは、「サウジアラビアは攻撃に関与していない」と述べ、さらにサウジアラビアはどの国にも自国の領空が侵入されることを許さないと付け加えた[54]。
- 国際連合: アントニオ・グテーレス事務総長は、イスラエルのイエメンへの攻撃に対して遺憾の意を表した[55]。
- アメリカ: アメリカ国家安全保障会議のスポークスマンは、アメリカは空爆に関してイスラエルと協調していないと述べながらも、イスラエルの自衛権は完全に認めていると付け加えた[7]。
- イエメン: 大統領指導評議会議（国際的に承認された政権）は、イスラエルの攻撃を非難したが、同時にフーシ派に対し、「イエメンの民衆をイラン政権の利益のために不条理な戦いに引きずり込んでいる」として批判し、イランとイスラエルに対して「イエメンを他国の不条理な戦争と地域における破壊的な作戦の舞台」にしないよう警告した[56]。

### メディア
Ynetは、この作戦は、サナアの親イラン・フーシ派政府に対する抑止力としての意味と、また、米英連合に対する、IDFはもはや同盟国の防空だけに頼らないという意思表示の意味が兼ね備えられていると推察した。
『ワシントン・ポスト』紙によると、イエメンのアナリストたちは、この作戦はフーシ派を抑止するためのものではなく、むしろ反フーシ派のイエメン人の心を煽り、地元の支持を固めるものだと推察している。
『エコノミスト』誌は、今回の攻撃について、「イスラエルはフーシ派を抑止しようとしていただけではない。イランへのメッセージでもある。結局のところ、フダイダはイランの大都市のほとんどよりもイスラエルから遠い（よって、イランの国土全体はイスラエルの攻撃範囲内であることを見せつけることになる）」。
『エルサレム・ポスト』紙は、イスラエル空軍がイスラエルから2,200キロ離れたチュニジアにあるPLOの拠点を標的にした1985年の「木の脚作戦」に類似していると指摘した。同紙は、2024年の作戦におけるF-35Iの役割を強調し、すでに対空ミサイルシステムを使ってアメリカのUAVを撃墜しているフーシ派を攻撃するためには、そのステルス性能が極めて重要であると報じた。この作戦は、イスラエル空軍のF-35にとって「重要な出来事」であり、イスラエルに配備されてから8年目にあたるF-35Iの性能の誇示に繋がった。
ヒューマン・ライツ・ウォッチは、今回の空爆は「民間人に対する無差別・一方的な攻撃」であるとして、戦争犯罪の可能性があるとしている。

## 余波
7月21日早暁、IDFはイエメンから発射されたミサイルを迎撃した。またロケット弾とミサイルが発射されエイラートで空襲警報が鳴ったが、IDFはエイラートは攻撃対象ではなかったとして、爆発したという情報についても否定した。 フーシ派はエイラートを攻撃対象として複数のミサイルを発射したと述べた。
2024年9月29日、2024年のヒズボラ本部に対する攻撃への報復として、テルアビブ近郊のベン・グリオン国際空港へのフーシ派はミサイルを発射した。その直後イスラエルは報復としてフダイダ港と発電所への攻撃を開始し、少なくとも4人の民間人が死亡した（イスラエルのイエメン攻撃 (2024年9月)）。この攻撃では10回空爆が行われフダイダ港で爆発が起きた。IDFの報告によると、空爆はラスイッサ港の石油タンクやその他の施設を標的にしたとのことである。IDFは、フーシ派は港を使ってイランからの武器や物資、石油を受け取っていると主張している。